# Avatar: Music from the Motion Picture
Avatar: Music from the Motion Picture — саундтрек к 3D-фантастическому фильму Джеймса Кэмерона «Аватар». Музыкальные темы и композиции были написаны американским композитором Джеймсом Хорнером. Издан в 2009 году. 19 апреля 2010 вышло делюкс-издание альбома с 6 новыми бонус-треками. В саундтрек вошла песня «I See You», ставшая заглавной музыкальной темой фильма.

## Об альбоме
Автором всех композиций саундтрека стал Джеймс Хорнер, ранее работавший с Кэмероном над фильмами «Чужие» и «Титаник». Также для работы над записью саундтрека была приглашена специалист по этнической музыке Ванда Брайант. В музыке к фильму было использовано множество виртуальных инструментов. Заглавную песню к фильму «I See You» исполнила британская певица Леона Льюис.
В 2010 году саундтрек был номинирован на премию «Оскар» в категории «Лучшая музыка к фильму». Песня «I See You» была номинирована на премию «Золотой глобус» в категории «Лучшая песня».

## Список композиций
Все тексты написаны Джеймсом Хорнером, кроме отмеченных.
| №   | Название                                                                                   | Длительность |
| --- | ------------------------------------------------------------------------------------------ | ------------ |
| 1.  | «You Don’t Dream in Cryo. ....»                                                            | 6:09         |
| 2.  | «Jake Enters His Avatar World»                                                             | 5:24         |
| 3.  | «Pure Spirits of the Forest»                                                               | 8:49         |
| 4.  | «The Bioluminescence of the Night»                                                         | 3:37         |
| 5.  | «Becoming One of “The People”, Becoming One with Neytiri»                                  | 7:43         |
| 6.  | «Climbing Up “Iknimaya — The Path to Heaven”»                                              | 3:18         |
| 7.  | «Jake’s First Flight»                                                                      | 4:49         |
| 8.  | «Scorched Earth»                                                                           | 3:32         |
| 9.  | «Quaritch»                                                                                 | 5:01         |
| 10. | «The Destruction of Hometree»                                                              | 6:47         |
| 11. | «Shutting Down Grace’s Lab»                                                                | 2:47         |
| 12. | «Gathering All the Na’vi Clans for Battle»                                                 | 5:14         |
| 13. | «War»                                                                                      | 11:21        |
| 14. | «I See You» (вокал — Леона Льюис, авторы — Джеймс Хорнер, Саймон Фрэнглен, Теддис Харрелл) | 4:20         |

| №   | Название                | Длительность |
| --- | ----------------------- | ------------ |
| 15. | «Pandora»               | 3:17         |
| 16. | «Viperwolves Attack»    | 3:49         |
| 17. | «Great Leonoptryx»      | 1:33         |
| 18. | «Escape from Hellgate»  | 3:25         |
| 19. | «Healing Ceremony»      | 2:21         |
| 20. | «The Death of Quaritch» | 5:20         |

## Позиции в чартах
| Чарт (2010)                     | Лучший результат |
| ------------------------------- | ---------------- |
| Australian ARIA Albums Chart    | 89               |
| Austrian Albums Chart           | 11               |
| Belgian Albums Chart (Flanders) | 37               |
| Belgian Albums Chart (Wallonia) | 55               |
| Dutch Albums Chart              | 74               |
| French Albums Chart             | 19               |
| French Digital Albums Chart     | 1                |
| German Albums Chart             | 10               |
| Greek Albums Chart              | 10               |
| Mexican Albums Chart            | 69               |
| Spanish Albums Chart            | 75               |
| Swiss Albums Chart              | 9                |
| Billboard 200                   | 31               |
| Billboard Digital Albums        | 4                |
| Billboard Soundtrack Albums     | 5                |